# Hadige, Sakleshpur
Hadige là một làng thuộc tehsil Sakleshpur, huyện Hassan, bang Karnataka, Ấn Độ.